# Socha svatého Josefa s Ježíškem (Studnice)
Socha svatého Josefa s Ježíškem je umístěna na rozcestí místních kominikací na Třtici a Bakov před čp. 59 v obci Studnice v okrese Náchod. Socha je od 2. prosince 1997 chráněna jako kulturní památka. Národní památkový ústav tuto sochu uvádí v katalogu památek pod rejstříkovým číslem ÚSKP 12201/6-6015. 

## Popis
Socha svatého Josefa s Ježíškem na třídílném barokním podstavci s reliéfy sv. Antonína (na soklu pod sochou), sv. Jakuba a sv. Sebastiána je velmi kvalitním příkladem vrcholně barokní sochařské tvorby druhé třetiny 18. století ve východních Čechách. 